# سیارک ۱۰۳۲۰
سیارک ۱۰۳۲۰ (به انگلیسی: 10320 Reiland، نامگذاری:1990TR1) ده هزار و سیصد و بیستمین سیارک کشف شده‌است که در ۱۴ اکتبر ۱۹۹۰ کشف شد.
قدر مطلق سیارک برابر ۲۱٫۴ است.